# Alexander Bittroff
Alexander Bittroff (* 19. September 1988 in Lauchhammer) ist ein deutscher Fußballspieler.

## Karriere
Bittroff gilt als Defensiv-Allrounder und kann sowohl die Außenpositionen bekleiden als auch im Mittelfeld eingesetzt werden.

### Vereine
Bittroff begann seine Karriere als Jugendspieler beim VfB Senftenberg und beim FSV Brieske/Senftenberg, ehe er 2002 in die Jugendmannschaft von Energie Cottbus wechselte. Erste Erfahrung in Männermannschaften sammelte er in der U-23-Mannschaft des FC Energie. Mit diesem Team stieg er zunächst in die 4. Liga, später sogar in die 5. Liga ab. Seine Leistungen in der Regionalliga Nord sorgten jedoch dafür, dass er im Mai 2008 einen Profivertrag unterschreiben konnte. Auf seinen ersten Profieinsatz in einem Pflichtspiel musste er jedoch noch mehr als ein Jahr warten. Unter Claus-Dieter Wollitz spielte er am 1. August 2009 im DFB-Pokal beim 1. FC Magdeburg, später auch in der Zweiten Liga. Im DFB-Pokal 2010/11 erreichte Bittroff mit Cottbus das Halbfinale.
Zur Saison 2014/15 wechselte Bittroff zum FSV Frankfurt. Nach anderthalb Jahren verließ er den Verein wieder und schloss sich ablösefrei dem Chemnitzer FC an. Bei den Sachsen unterschrieb er einen Vertrag bis zum 30. Juni 2017. Zudem besitzen Bittroff und der CFC jeweils die Option den Vertrag um ein weiteres Jahr zu verlängern.
Alexander Bittroff wechselte zur Saison 2017/18 in die Regionalliga-West zum KFC Uerdingen und unterschrieb dort einen Dreijahresvertrag. Mit dem KFC gelang ihm als Meister der Aufstieg in die 3. Liga. Nach drei Jahren wurde ihm von Vereinsseite im Sommer 2020 kein neuer Vertrag angeboten und Bittroff verließ den KFC.
Einen neuen Arbeitgeber fand Bittroff Anfang Oktober 2020 innerhalb der 3. Liga mit dem 1. FC Magdeburg. In der Saison 2021/22 wurde er mit dem Verein Drittliga-Meister und stieg in die 2. Bundesliga auf.
Nach drei Jahren beim 1. FC Magdeburg wechselte Bittroff zum Drittligisten SSV Jahn Regensburg. Er unterschrieb einen Zweijahresvertrag. Im Sommer 2025 verließ er Jahn Regensburg.

### Nationalmannschaft
Am 13. November 2009 wurde Bittroff erstmals für ein U-21-Länderspiel des DFB berufen.

## Erfolge
- Meister der 3. Liga und Aufstieg in die 2. Bundesliga: 2022
- Aufstieg in die 3. Liga: 2018